# Nyctemera semibrunnea
Nyctemera semibrunnea là một loài bướm đêm thuộc phân họ Arctiinae, họ Erebidae.